# 谢恩·奥康纳
谢恩·奥康纳（英語：Shayne O'Connor，1973年11月15日—），生于希斯汀，新西兰前男子板球运动员。他曾代表新西兰国家队参加1998年英联邦运动会板球比赛，获得一枚铜牌。